# 雪に映える薔薇のごとく
| 専門評論家によるレビュー | 専門評論家によるレビュー |
| レビュー・スコア         | レビュー・スコア         |
| 出典                     | 評価                     |
| ------------------------ | ------------------------ |
| オールミュージック       | [ 1 ]                    |
| Christgau's Record Guide | A                        |

『雪に映える薔薇のごとく 』 (ゆきにはえるばらのごとく、Roses in the Snow)は、カントリーミュージック・アーティストエミルー・ハリスが1980年に発表したアルバムで、ハリスにとっては7枚目のアルバムである。
1979年の前作『ブルー・ケンタッキー・ガール』はそれ以前のカントリーロックへの努力とは対照的に伝統的でストレートなカントリーを特徴としていたが、本アルバムではハリスがフラット・アンド・スクラッグス、ポール・サイモン、カーター・ファミリーやジョニー・キャッシュと言った楽曲をブルーグラスに触発された音楽として演奏していることがわかる。キャッシュ、ドリー・パートン、リンダ・ロンシュタット、ザ・ホワイツ、リッキー・スキャッグス、ウィリー・ネルソン、トニー・ライスらが客演している。「見知らぬ旅人 (Wayfaring Stranger)」が1980年に最初のシングルとしてリリースされ、ビルボードカントリーチャートで第7位となった。2枚目のシングルである サイモン＆ガーファンクルの「ボクサー」のリメイクは13位に達した。 バックミュージシャンとしてアルバート・リーとジェリー・ダグラスが参加している。 

## トラックリスト
| #   | タイトル                                                                         | 作詞・作曲                                   | 時間 |
| --- | -------------------------------------------------------------------------------- | -------------------------------------------- | ---- |
| 1.  | 「雪に映える薔薇のごとく」(Roses in the Snow)                                    | ラス・フランクス                             | 2:32 |
| 2.  | 「見知らぬ旅人」(Wayfaring Stranger)                                             | トラディショナル; ブライアン・エイハーン編曲 | 3:26 |
| 3.  | 「緑の牧場」(Green Pastures)                                                     | トラディショナル; ブライアン・エイハーン編曲 | 3:08 |
| 4.  | 「ボクサー」(The Boxer)                                                          | ポール・サイモン                             | 3:16 |
| 5.  | 「夜明けをこがれて」(Darkest Hour is Just Before Dawn)                           | ラルフ・スタンリー                           | 3:22 |
| 6.  | 「さすらう心」(I'll Go Stepping Too)                                             | トム・ジェームズ、ジェリー・オーガン         | 2:16 |
| 7.  | 「別れの朝」(You're Learning)                                                    | アイラ・ルーヴィン、チャーリー・ルーヴィン   | 2:57 |
| 8.  | 「ヨルダン越えて」(Jordan)                                                       | トラディショナル; ブライアン・エイハーン編曲 | 2:07 |
| 9.  | 「ミス・ミシシッピー」(Miss the Mississippi and You)                             | ビル・ヘイリー                               | 3:40 |
| 10. | 「金時計と鎖」(Gold Watch and Chain)                                             | A.P. カーター                                | 3:12 |
| 11. | 「ユーヴ・ゴナ・チェンジ」(You're Gonna Change, bonus track on 2002 CD reissue)  | ハンク・ウィリアムス                         | 2:40 |
| 12. | 「ルート・ライク・ア・ローズ」(Root Like a Rose, bonus track on 2002 CD reissue) | ナンシー・エイハーン                         | 4:45 |

## パーソネル
- ブライアン・エイハーン – 12弦ギター、アダマスギター、アーチトップギター、ガットギター、ベース、パーカッション
- ブライアン・バウアーズ　–　オートハープ
- ジョニー・キャッシュ –　バッキング・ボーカル
- ハンク・デヴィート –　ペダルスチールギター
- ジェリー・ダグラス –　ドブロ
- スティーブ・フィッセル　–　ペダルスチールギター
- エモリー・ゴーディ・ジュニア –　ベース
- エミルー・ハリス –　ボーカル、アコースティックギター
- アルバート・リー –　エレクトリックギター、マンドリン
- ウィリー・ネルソン –　ガット弦ギター
- ドリー・パートン –　バッキングボーカル
- トニー・ライス –　アコースティックギター、バッキングボーカル
- リンダ・ロンシュタット –　デュエットボーカル、バッキングボーカル
- リッキー・スキャッグス –　アコースティックギター、バンジョー、フィドル、マンドリン、デュエットボーカル、バッキングボーカル
- ジョン・ウェア –　パーカッション
- バック・ホワイト –　ピアノ、バッキングボーカル
- シェリル・ホワイト　–　バッキング・ボーカル
- シャロン・ホワイト　–　バッキング・ボーカル

技術 
- ブライアン・エイハーン –　プロデューサー、エンジニア
- ドニヴァン・コウォート –　エンジニア
- スチュアート・テイラー　–　エンジニア

## チャート
| チャート（1980）                                    | ピークポジション |
| --------------------------------------------------- | ---------------- |
| アメリカ合衆国 ビルボード、トップカントリーアルバム | 2                |
| アメリカ合衆国 ビルボード、Billboard 200            | 26               |
| カナダ RPM カントリーアルバム                       | 2                |

## 参照資料
- Emmylou Harris Roses in the Snow のライナーノーツ